# Albert Wasmer
Albert Eugen Wasmer (* 23. Oktober 1917 in Albbruck-Kiesenbach; † 17. Juli 1988 in Solingen) war ein deutscher Lokalpolitiker.

## Familie
Albert Eugen Wasmer war der Sohn des Zollassistenten Albert Wasmer und seiner Ehefrau Julie, geb. Gohl aus Albbruck, beide verstorben im Jahre 1968.
Am 17. März 1943 heiratete er in Solingen Lieselotte Groß (* 20. April 1920 in Ohligs), Tochter des Konditormeisters Robert Groß und seiner Ehefrau Elli, geb. Billighausen.
Das Ehepaar Wasmer hatte eine Tochter Angelika (* 15. Juni 1946 in Hilden).

## Schul- und Militärzeit, Ausbildung
Ab 1924 besuchte Wasmer die Volksschule Laufenburg, wo sein Vater beim Zoll eingesetzt war. 1928 wechselte er an das Realgymnasium in Waldshut, wo er mit Absolvierung der Oberprima im Februar 1937 das Reifezeugnis erlangte.
Vom 3. April 1937 bis 23. Oktober 1937 wurde er zum Reichsarbeitsdienst verpflichtet. Am 3. November 1937 wurde er zur Wehrmacht eingezogen, wo er bei der Luftwaffe diente und im Februar 1940 zum Leutnant, im April 1942 zum Oberleutnant und im April 1945 zum Hauptmann befördert wurde. Aus der bald darauf erlittenen englischen  Kriegsgefangenschaft kam er am 13. September 1945 zurück nach Solingen, der Heimatstadt seiner Ehefrau.
Vom 15. Oktober 1945 bis 15. Januar 1949 war er Verwaltungsangestellter bei der Stadt Solingen. Während dieser Zeit besuchte er ab 1947 einen Lehrgang an der Bergischen Gemeindeverwaltungsschule Wuppertal und legte dort die I. Verwaltungsprüfung ab. Anschließend studierte er 4 Semester Staatsrecht, Verwaltungsrecht, Bürgerliches Recht und Kommunalrecht an der Verwaltungs- und Wirtschaftsakademie Wuppertal, Zweigstelle Solingen (Abendhochschule).
Mit seiner südbadischen Heimat am Hochrhein blieb Wasmer immer verbunden. Als im Herbst 1948 der erste gewählte Nachkriegsbürgermeister des 2000-Seelen-Städtchens Laufenburg, Ulrich Eggemann, seinen Rücktritt erklärte, bewarb er sich als Kandidat der Freien Wählergemeinschaft und wurde im 2. Wahlgang am 18. Dezember 1948 mit knapper Mehrheit gewählt.

## Bürgermeister
Bei seinem Amtsantritt am 16. Januar 1949 sah sich Wasmer besonderen Herausforderungen gegenüber, hier einige Beispiele:
- Nach Krieg und Währungsreform 1948 waren alle Rücklagen der Stadt verloren, der Neubeginn musste mit der Dotation von 27.800 DM bewältigt werden.
- Trotz neu zugewiesener Aufgaben musste die Arbeit mit kaum veränderter Personalstärke erledigt werden.
- Die Wohnungsnot war insbesondere durch den Zuzug von Heimatvertriebenen und Flüchtlingen, die 30 % der Einwohner ausmachten, gestiegen.
- Die Topographie der Gemarkung gestaltete die Planung unter dem Leitmotiv „Das Alte erhalten und Neues gestalten“ oft schwierig.[3]
- Die Infrastruktur Strom (damals noch 110 Volt auf Eisenleitungen),[4] Wasser, Abwasser, Gehwege und Straßen bedurfte dringend der Sanierung und des Ausbaus.
- Nach der 1933 durch die Partei verfügten Eingemeindung von Rhina war die Bevölkerung in zwei Lager gespalten,[4][5], andererseits weitgehend apathisch, weil noch die Besatzungsmächte das Sagen hatten.

Bürgermeister Wasmer habe es verstanden, die damalige Unlust in weiten Kreisen der Bevölkerung als Folge der Kriegsjahre zu zerstreuen und zur Mitarbeit zu ermuntern, und bestehende Meinungsverschiedenheiten unter der Bürgerschaft und in den Fraktionen mit diplomatischem Geschick aus der Welt zu räumen. […] Mit Mut und Tatkraft ging [er] daran, dieses Problem zu lösen, was ihm auch mit Takt und Fingerspitzengefühl gelang.
Bereits 1949 begann die Stadt unter seiner Führung mit dem Wohnungsbau in eigener Regie; unterstützt durch die (um 1971 liquidierte) Badische Heimstätte GmbH und die 1919 in Rhina gegründete Gemeinnützige Baugenossenschaft Laufenburg eG, deren Aktivitäten er als Aufsichtsrat ab 1951, als Vorstand ab 1955 maßgeblich mitbestimmte. Mitte der 1950er Jahre wurde auch die Neue Heimat einbezogen. Neue Baugebiete wurden erschlossen, z. B. auf dem Berg und in der Oberstadt; in der Unteren Sitt und in Rhina wurden zahlreiche Sozialwohnungen gebaut. Gleichzeitig waren dafür die Erschließungsanlagen für Strom (in Laufenburg gab es zuvor nur 10 Straßenlampen), Wasser und Abwasser zu errichten und für das übrige Ortsgebiet zu sanieren und weiter auszubauen. Parallel begann der Ausbau der Ortsstraßen, diese wo immer möglich mit Gehwegen versehen. 1951 wurde dem erhöhten Wasserbedarf durch den Bau eines Grundwasserpumpwerks im Strandbad und die Erstellung von Hochbehältern auf dem Rappenstein und den Bau entsprechender Versorgungsleitungen begegnet. Nach Sanierung und Ergänzung der Kanalisation wurde 1954 die neue Sammelkläranlage fertiggestellt.
Dem ehemaligen aktiven Fußballer Wasmer war es wichtig, den Stadtrat von der Notwendigkeit eines geeigneten Übungs- und Spielgeländes für die Jugend zu überzeugen. Zusammen mit dem Vereinsvorstand des SV 08 gelang es, das Projekt schnell zu verwirklichen, und so konnte der neue Fußballplatz (später ausgebaut zum heutigen Waldstadion) bereits am 20. August 1950 mit einem länderumspannenden Spiel (FC Grenchen gegen Wormatia Worms) eingeweiht werden.
Der am 31. August 1947 eingeweihte Waldfriedhof beim Schulerholz an der Hännerstraße wurde 1949 ausgebaut mit einer Friedhofskapelle ausgestattet. Für kulturelle und gesellschaftliche Veranstaltungen erhielt die Stadt 1953 einen Festsaal, die Rappensteinhalle. Unter wesentlicher Beteiligung der Stadt erhielt Rhina 1955 nach der Umpfarrung von Murg (1952) mit der Marienkirche ein eigenes modernes Gotteshaus. Ebenso engagierte sich Wasmer 1958 für die Renovierung der Stadtpfarrkirche Hl. Geist zu deren 75jährigem Jubiläum.
Ein Zeugnis seines Engagements ist ein Antrag des Stadtrats Helmut Weber vom 8. Juli 1955 an das Ratsgremium, dem Bürgermeister, der sich um alles kümmert, doch noch jemanden an die Seite zu stellen; die Personalausgaben der Stadt lägen 17 % unter dem Durchschnitt und der Personalstand sei trotz gestiegener Bevölkerung niedriger als früher. – Sparsames Wirtschaften wurde ihm auch in der Folgezeit immer wieder bescheinigt.
Zusammen mit seinem Amtskollegen von der Schweizer Seite organisierte er die das ganze Jahr 1957 andauernde 750-Jahr-Feier der Schwesterstädte, die explizit am 13. Juli 1957 mit Ausstellungen, Festspiel u.v.a.m. begangen wurde.
Für die nach achtjähriger Tätigkeit Wasmers als Bürgermeister anstehenden Neuwahlen einigten sich 1957 alle Fraktionen darauf, keinen eigenen Kandidaten aufzustellen, sondern für die (nach damaliger Regelung) folgenden zwölf Jahre einzig Albert Wasmer gemeinsam zu nominieren. Dasselbe wiederholte sich 1969. Demzufolge wurde er am 20. Oktober 1957 mit 81 % und am 26. Oktober 1969 mit 92,7 % im Amt bestätigt. Seinen Mitarbeitern im Rathaus und den Stadträten gegenüber galt er stets als einfühlsamer und loyaler Chef. Als Person bescheiden und liebenswürdig, dem Gemeinwohl verpflichtet, duldete er in Ratssitzungen keine Gruppenbildung der Parteien; die Sitzordnung richtete sich nach der Rats-Mitgliedschaft, die dienstältesten Räte saßen neben ihm, Neulinge ganz außen.
Seine Agilität ließ auch in den Folgejahren bis zum Ende seiner dritten Amtsperiode nicht nach. Als eines der nächsten Großprojekte stand das neue Schulzentrum-West (Hebel-Schule) mit Kindergarten an. Dem schnell gestiegenen Bedarf entsprechend folgte Anfang der 1970er Jahre das mehrstufige Bildungszentrum mit Halle und Kindergarten als Ersatz für die 1932 erbaute Hans-Thoma-Schule auf dem Rappenstein. Unzählige Projekte, die in dieser Zeit noch in Angriff genommen und vollendet wurden, lassen sich hier nicht lückenlos darstellen. Einige Höhepunkte seien dennoch aufgeführt.
- Die Codman-Anlagen am Rheinufer und beim Schlössle wurden ausgestaltet und der Öffentlichkeit als Parkgelände zugänglich gemacht.[4]
- Unter seiner Ägide wurde am 6. Oktober 1973 die Städtepartnerschaft mit der westfranzösischen Stadt Le Croisic besiegelt.[15]
- Am 29. September 1967 wurde anlässlich des 100. Geburtstags von Walter Rathenau die Rathenau-Anlage mit Kinderspielplatz am Rheinufer/Andelsbach eingeweiht als Geschenk des am 5. Juni 1967 mit der Ehrenbürgerwürde ausgezeichneten Unternehmers Hermann Carl Starck an die Bürger der Stadt.[16]
- Am 23. April 1968 konnte Wasmer den Bundeskanzler Kiesinger in Laufenburg begrüßen[17]
- Ein von oben diktiertes Mammutprojekt war auch die  Gebietsreform, die in den Jahren 1971 bis 1975 u. a. mit Bürger-Abstimmungen und Verhandlungen zu bewältigen war. Zur Eingliederungsfeier des zweiten Kandidaten, der bis dahin kleinsten Stadt Deutschlands Hauenstein kam am 3. Januar 1972 der Bundespräsident Heinemann an den Hochrhein.[13][18]

### Nebenämter
- Als Bürgermeister war er Chef der Freiwilligen Feuerwehr Laufenburg, sie unterstützte er z. B. bei der Beschaffung von Feuerlöschfahrzeugen und moderner Ausrüstung sowie Errichtung eines Feuerwehrhauses;[1]
- ab 1948 bis 1980 Vorstandsmitglied der Gasversorgung Hochrhein GmbH, ab 1969 Verbandsvorsitzender;
- ab 1951 Mitglied des Aufsichtsrats der Gemeinnützigen Baugenossenschaft Laufenburg (Baden) e.G., ab 1955 bis 1980 Mitglied des Vorstands;
- ab 1953 bis 1980 Mitglied des Verwaltungsrats und Stellvertretender Vorsitzender der Bezirkssparkasse Murg-Laufenburg;
- ab 1956 Beirat in der Verkehrsgemeinschaft Hochrhein-Hotzenwald;
- ab 1. Juli 1957 Arbeitsrichter beim Arbeitsgericht Lörrach;
- ab 1959 Mitglied des Kreistags Säckingen[20], gewählt über die Liste der Freien Wählervereinigung; nach der Auflösung des Landkreises Säckingen ab 1973 weiter Mitglied des Kreistags Waldshut;
- ab 1959 Vorstandsmitglied des Ferngasverbandes Hochrhein;
- seit Amtsantritt maßgebliches Mitglied in der Fremdenverkehrsgemeinschaft Südlicher Schwarzwald.[1][2][21]

### Mitgliedschaften
Ein Erfolgsrezept Wasmers war die enge Zusammenarbeit mit den örtlichen Vereinen, denen er aufgeschlossener Förderer war:
- Nachdem Wasmer bereits als 17-Jähriger im Juni 1935 in den SV 08 Laufenburg eingetreten und bis 1948 aktives Mitglied war, wurde er am 19. Mai 1951 zum Ehrenmitglied ernannt, am 2. August 1958 erhielt er die Goldene Ehrennadel, 1960 die Ehrennadel des Südbadischen Fußballverbands.
- Beim Laufenburger Elferrat 1911, den bereits sein Vater Albert Wasmer sen. 1931–1934 als Präsident geleitet hatte, wurde er am 11. November 1949 Mitglied und 1962 Ratsbeigeordneter (Ehrenmitglied); jedes Jahr zum Faißen ertrug er humorvoll die „Entmachtung“ durch diesen Fastnachtsverein.
- Die über beide Städte rheinüberspannend wirkende Narro-Altfischerzunft 1386 Laufenburg ernannte ihn 1979 nach über drei Jahrzehnten zum Ehrenzunftbruder, verbunden mit der Ehrenmedaille in Gold.
- Vom VdK (Verband der Kriegsbeschädigten) wurde er 1950 zum Ehrenmitglied ernannt.
- Vom Schwarzwaldverein e.V. OG Laufenburg, wo er ab 1954 Mitglied war, wurde ihm 1962 die Ehrenmitgliedschaft verliehen, 1979 das Ehrenzeichen in Silber.
- Den Ortsverein des DRK Laufenburg leitete er ab 1953 bis 1958 als Vorsitzender.
- Die Stadt- und Feuerwehrmusik Laufenburg 1862, der er 1949 als Passiv-Mitglied beigetreten war, unterstützte er u. a. Ende der 1950er Jahre bei der Gründung der Knabenkapelle; sie ehrte ihn beim 100jährigen Jubiläum 1962 mit der Ehrenmitgliedschaft.[1]

Die übrigen Vereine und Organisationen dankten ihm die tatkräftige Unterstützung bei der Lösung ihrer verschiedenen Probleme, insbesondere
- der 1947 gegründete Ortsverein der AWO;
- das Harmonika-Orchester Laufenburg e.V., das 1953 gegründet wurde;
- die Luftsportgemeinschaft Hotzenwald e.V.;
- der Sportanglerverein e.V. Murg–Laufenburg;
- der Turnverein TV Laufenburg e.V.;
- der Ortsverein Laufenburg der Siedler und Kleingärtner;
- der Volksbund Deutsche Kriegsgräberfürsorge;
- die DLRG Ortsgruppe Laufenburg e.V.;
- der Schützenverein 1926 e.V. Laufenburg;
- der Männergesangverein 1861 Laufenburg (als Gesangverein Laufenburg 2017 aufgelöst[22]), für dessen 100-jähriges Jubiläum er 1961 die Schirmherrschaft übernahm; dem Chor konnte er dabei die Zelter-Plakette überreichen;
- der Gewerbeverein (jetzt Gewerbeverband Laufenburg e.V.);
- die Trachtenvereinigung Laufenburg 1760 (heute Trachtengruppe Alt-Laufenburg).[1][21]

### Vorzeitiger Rücktritt
Aus gesundheitlichen Gründen kündigte Wasmer, der die Stadt über 31 Jahre geformt und ihr seinen Stempel aufgedrückt hatte, seinen Rücktritt zum 1. Februar 1980 an, – die turnusmäßige Amtszeit wäre am 15. Januar 1982 abgelaufen. Die offizielle Verabschiedung, gleichzeitig mit der Amtseinführung seines Nachfolgers Helmut Müllmerstadt, fand am 7. März 1980 in der Stadthalle (Rappensteinhalle) vor über 800 Gästen und Ehrengästen statt.
Wasmer starb am 17. Juli 1988 im Alter von 71 Jahren in Solingen, der Heimatstadt seiner Ehefrau, wohin sich das Ehepaar nach seinem Rücktritt zurückgezogen hatte.
Begraben wurde Wasmer am 25. Juli 1988 auf dem Evangelischen Friedhof Solingen-Ohligs unter Teilnahme einer umfangreichen Abordnung von Vertretern aus der Heimat.

## Ehrungen
Am 1. Oktober 1982 verlieh Der Gemeinderat der Stadt Laufenburg/Baden gemäß Beschluß vom 16. 11. 1981 seinem langjährigen Bürgermeister Albert Wasmer in Anerkennung seines erfolgreichen und fruchtbaren Wirkens für die Stadt und ihre Bevölkerung und in Würdigung seiner besonderen Verdienste das Ehrenbürgerrecht.
Erst im Juli 2013 wurde posthum eine Straße in Laufenburg im Wohnbaugebiet Westlich Schreibach I nach ihm benannt.
- siehe auch oben unter Mitgliedschaften